# Studio Bind
Studio Bind Co., Ltd. (株式会社スタジオバインド, Kabushiki gaisha Sutajio Baindo) est un studio d'animation fondé en novembre 2018 à Suginami, Tokyo en tant que coentreprise entre White Fox et Egg Firm.

## Histoire
La société a été fondée en novembre 2018 en tant que coentreprise entre le studio d'animation White Fox et la société de production, de planification et de gestion Egg Firm.   
Les premiers travaux du studio sont sur les épisodes 22 et 31 de l'anime Karakuri Circus. La première production réalisée par le studio est Mushoku Tensei, diffusée au Japon entre le 11 janvier 2021 et le 20 décembre 2021.

## Productions

### Séries télévisées
| Année | Titre                        | Réalisateur(s) | Dates de 1re diffusion | Dates de 1re diffusion | Nb. éps. | Remarques                                                          | Réf(s) |
| Année | Titre                        | Réalisateur(s) | Début                  | Fin                    | Nb. éps. | Remarques                                                          | Réf(s) |
| ----- | ---------------------------- | -------------- | ---------------------- | ---------------------- | -------- | ------------------------------------------------------------------ | ------ |
| 2021  | Mushoku Tensei               | Manabu Okamoto | 11 janvier 2021        | 20 décembre 2021       | 23       | Basée sur la série de light novel écrite par Rifujin na Magonote.  | [ 4 ]  |
| 2023  | Onimai: I'm Now Your Sister! | Shingo Fujii   | 5 janvier 2023         | 23 mars 2023           | 12       | Basée sur le manga de Nekotofu.                                    | [ 5 ]  |
| 2023  | Mushoku Tensei II            | Hiroki Hirano  | 10 juillet 2023        | 1er juillet 2024       | 24       | Suite de Mushoku Tensei.                                           |        |
| 2025  | Flower and Asura             | Ayumu Uwano    | 7 Janvier 2025         | 25 Mars 2025           | 12       | Basée sur le manga "Hana wa Saku, Shura no Gotoku" de Takeda Ayano |        |

### OAV
| Année | Titre              | Réalisateur(s) | Dates de sortie | Nb. éps. | Remarques                                                         | Réf(s) |
| ----- | ------------------ | -------------- | --------------- | -------- | ----------------------------------------------------------------- | ------ |
| 2022  | Mushoku Tensei OAV | Manabu Okamoto | 16 mars 2022    | 1        | Épisode non diffusé, livré avec le quatrième Blu-ray de la série. | [ 6 ]  |